# Deutsche Schachblätter
Deutsche Schachblätter – niemiecki miesięcznik szachowy wydawany w latach 1909–1941 oraz 1948–1952 w Lipsku, a w latach 1962–1987 w Norymberdze. Ostatnim redaktorem naczelnym był Alfred Diel. W 1987 r. zlikwidowane i połączone z czasopismem SchachReport.